# Teacher's Pet (serie de televisión)
Teacher's Pet (La mascota de la clase en Hispanoamérica, y Este perro es un crack en España) es una serie animada de televisión estadounidense producida por Walt Disney Television Animation y dirigida por Timothy Björklund.
La serie presenta la historia de un niño de nueve años y su perro que se disfraza de niño. Fue creada por Gary Baseman —el diseñador artístico del juego de mesa Cranium— Bill Steinkellner y Cheri Steinkellner, se transmitió por el bloque Disney's One Saturday Morning de ABC en Estados Unidos y luego en Toon Disney, desde 2000 hasta 2002. Esta caricatura ganó tres premios Emmy: dos por mejor serie animada, y uno por actor de voz (Nathan Lane).

## Resumen
La serie sigue a Leonard Helperman, un niño de nueve años en cuarto grado quien vive con miedo porque su madre, Mary Helperman es su maestra. Debido a esto, a menudo lo molestan y lo llaman la "mascota de la maestra", pero él quiere ser considerado normal. Mientras tanto, su perro Spot extraña a Leonard mientras está en la escuela, y anhela ser un niño humano. Entonces, el primer día del año escolar, decide venir a clase disfrazado de un nuevo estudiante llamado Scott Leadready II que rápidamente se convierte en el niño más genial y soñador de la escuela. Sin embargo, Leonard finalmente descubre su secreto. Aunque desaprueba esto al principio, permite que Spot venga a la escuela.

## Reparto
| Personaje                  | Actor de voz original (Estados Unidos) | Actor de doblaje (Hispanoamérica) |
| -------------------------- | -------------------------------------- | --------------------------------- |
| Scott "Spot" Lapizsuave II | Nathan Lane                            | Luis Alfonso Mendoza              |
| Leonard Helperman          | Shaun Fleming                          | Claudio Velázquez                 |
| Mary Lou Helperman         | Debra Jo Rupp                          | Andrea Coto                       |
| Señor Jolly                | David Odgen Stiers                     | César Filio                       |
| Ian Wazselewski            | Rob Paulsen                            | César Filio                       |
| Niño Bonito                | Jerry Stilen                           | Ricardo Hill                      |
| Director Estricter         | Wallace Shawn                          | Jesse Conde                       |

## Premios y nominaciones
| Año  | Premio                            | Categoría | Nominados          | Resultado | Referencia |
| ---- | --------------------------------- | --- | ------------------ | --------- | ---------- |
| 2001 | Premios Daytime Emmy              | Mejor intérprete en un programa animado                                                                                    | Nathan Lane        | Ganador   |            |
| 2001 | British Academy Children's Awards | Mejor programación infantil internacional                                                                                  | Teacher's Pet      | Ganador   | [ 3 ]      |
| 2001 | Premios Annie                     | Logro sobresaliente en una producción de televisión animada diurna                                                         | Teacher's Pet      | Nominado  | [ 4 ]      |
| 2001 | Premios Annie                     | Logro individual sobresaliente para diseño de producción en una producción animada de televisión                           | Gary Baseman       | Nominado  | [ 4 ]      |
| 2001 | Premios Annie                     | Logro individual sobresaliente para la actuación de voz de un intérprete masculino en una producción animada de televisión | David Ogden Stiers | Nominado  | [ 4 ]      |
| 2002 | Premios Daytime Emmy              | Programa animado excepcional de clase especial                                                                             | Teacher's Pet      | Ganador   |            |
| 2002 | Premios Daytime Emmy              | Persona sobresaliente en animación                                                                                         | Chuck Klein        | Ganador   |            |
| 2003 | Premios Daytime Emmy              | Programa animado excepcional de clase especial                                                                             | Teacher's Pet      | Ganador   |            |
| 2003 | Premios Daytime Emmy              | Persona sobresaliente en animación                                                                                         | Gary Baseman       | Ganador   |            |

## Película
El 16 de enero de 2004, Walt Disney Pictures produjo un largometraje animado para los cines basado en la serie, simplemente titulado Teacher's Pet. Originalmente planeado para ser lanzado en septiembre de 2003, sirve como el final de la continuidad de la serie.
Cuando Spot ve a un científico loco en la televisión que puede convertir animales en humanos, él ve esto como una oportunidad para convertirse en un niño de verdad. Sin embargo, cuando Spot se vuelve humano, pronto se da cuenta de que la experiencia no es lo que él pensó después de todo. La mayoría de los actores de voz de la serie repitieron sus papeles para la película. El estreno resultó ser un fracaso de taquilla, solo devolvió más de la mitad de su presupuesto.